# Gambusia clarkhubbsi
Gambusia clarkhubbsi — вид прісноводних живородних коропозубоподібних риб родини Пецилієвих (Poeciliidae).

## Поширення
Вид є ендеміком штату Техас у США, де зустрічається у річці Сан-Феліпе-Крік.

## Опис
Дрібна рибка, до 5,8 см завдовжки.